# Silvio Micali
Silvio Micali (Palermo, 13 de outubro de 1954) é um cientista da computação italiano naturalizado estadunidense.